# Peritektikum

Peritektisches System mit Peritektikum P

Ein Peritektikum oder peritektischer Punkt (abgeleitet vom griechischen περί = „um ... herum“ und τήκω = „schmelzen“) ist ein Punkt in einem thermodynamischen Zweikomponentensystem, der bei konstantem Druck und bei Kenntnis der beteiligten Phasen eindeutig durch die sogenannte peritektische Temperatur (erkennbar als waagerechte Linie im Zustandsdiagramm) und die peritektische Zusammensetzung gekennzeichnet ist.
Bei der zugehörigen peritektischen Reaktion befinden sich eine flüssige Phase S und eine feste Phase α im thermodynamischen Gleichgewicht mit einer festen Phase β, deren chemische Zusammensetzung sich von Phase α unterscheidet.

## Ablauf der peritektischen Reaktion
Kühlt man ein Gemisch mit beliebigen Stoffanteilen der Phasen S und α ab, so wandelt sich bei Erreichen der peritektischen Temperatur der Anteil des Gemisches, der der peritektischen Zusammensetzung entspricht, in die Phase β um. Da die Zusammensetzung der Phase β weder mit der von Phase S noch der von Phase α übereinstimmt, handelt es sich bei der peritektischen Reaktion um eine inkongruente Phasenumwandlung.
Nimmt man eine idealisierte, sehr langsame Abkühlung an, dann beginnt die Temperatur des Gemisches erst nach Abschluss der Umwandlung von α nach β weiter zu sinken. In der Realität läuft die peritektische Umwandlung jedoch meist nicht vollständig ab: Die feste Phase β wird an der Grenzfläche zwischen den Phasen α und S gebildet, so dass sie als Diffusionsbarriere wirken kann. Dies führt dazu, dass peritektische Reaktionen in der Regel deutlich langsamer als die ansonsten ähnlichen eutektischen und eutektoiden Umwandlungen ablaufen. Technisch relevante Zeiträume, beispielsweise bei der Herstellung von Legierungen, reichen für die vollständige Umwandlung in der Regel nicht aus. Der neu entstandene β-Mischkristall lagert sich stattdessen um den bereits bestehenden α-Mischkristall herum an, daher auch der Name Peritektikum (Peritektikum, gr.: Das Herumgebaute).

## Beispiele für peritektische Systeme

Lage des Peritektikums im Eisen-Kohlenstoff-Diagramm (rot)

Peritektische Umwandlungen treten in der Regel in Zweikomponentensystemen auf, bei denen die Schmelzpunkte der Komponenten weit auseinander liegen. Ein Beispiel für eine peritektische Umwandlung findet sich im Zweikomponentensystem Silber–Platin (Ag–Pt). Platin hat einen Schmelzpunkt von 1768 °C, Silber dagegen einen Schmelzpunkt von 982 °C. Ebenfalls peritektisch ist die Reaktion von Schmelze und festen δ-Eisen-Mischkristallen zu festen γ-Eisen-Mischkristallen im für das Gießen und die Herstellung von Stahl relevanten Eisen-Kohlenstoff-System, die bei der peritektischen Temperatur von 1493 °C und der peritektischen Zusammensetzung von 0,16 Masse-% Kohlenstoff abläuft.

## Peritektoide Reaktionen
Phasenumwandlungen, die Charakteristika von peritektischen Phasenumwandlungen aufweisen, aber, ohne Beteiligung von Schmelze, ausschließlich zwischen festen Phasen ablaufen, werden als peritektoid bezeichnet.